# Echinaria capitata
Echinaria capitata är en gräsart som först beskrevs av Carl von Linné, och fick sitt nu gällande namn av René Louiche Desfontaines. Echinaria capitata ingår i släktet Echinaria och familjen gräs. Inga underarter finns listade i Catalogue of Life.